# Église Saint-Yrieix-et-Saint-Eutrope de Janailhac
Pour les articles homonymes, voir Église Saint-Yrieix.
L'église Saint-Yrieix-et-Saint-Eutrope est une église située à Janailhac, en France.

## Localisation
L'église est située dans le département français de la Haute-Vienne, sur la commune de Janailhac.

## Historique
L'église date du XIIIe siècle.
L'édifice est inscrit au titre des monuments historiques en 1987.